# Санта-Лузия (остров)
Санта-Лузия (порт. Santa Luzia) — единственный необитаемый остров архипелага Кабо-Верде из относительно крупных. Имеет протяжённость 5 км в ширину и 13 км в длину.

## География

Физическая карта острова Санта-Лузия.

Растительности на острове очень мало, его главная достопримечательность — чистые пляжи и дюны. Высочайшая точка на острове 395 м над уровнем моря — это гора Монте-Гранде. Юго-западная точка острова — мыс Пикиньюш, северная — мыс Креолу.

## Население
Отсутствие воды сделало невозможными попытки заселить остров постоянными жителями, но несмотря на это с XIX века здесь жили рыболовы и пастухи — всего примерно 20 человек. Известно, что ещё в 60-х годах XX века здесь жила семья пастухов. Однако начиная с 1990 года государство объявило остров абсолютно необитаемым и присвоило ему статус заповедника наряду с островами Бранку и Разу.

## Административное деление
Административно остров входит муниципалитет Сан-Висенте.
| Остров      | Муниципалитет | Община               |
| ----------- | ------------- | -------------------- |
| Сан-Висенте | Сан-Висенте   | Носса-Сеньора-да-Луш |
| Санта-Лузия | Сан-Висенте   | Носса-Сеньора-да-Луш |